# Naronic
| Naronic            |                                            |
|                    |                                            |
| Technische Daten   |                                            |
| Schiffstyp:        | Frachtschiff                               |
| Bauwerft:          | Harland & Wolff (Belfast)                  |
| Schiffsvermessung: | 6594 BRT                                   |
| Länge:             | 143,3 m                                    |
| Antrieb:           | Kolbendampfmaschinen auf zwei Schrauben    |
| Geschwindigkeit:   | 13 Knoten                                  |
| Besatzung:         | 50                                         |
| Stapellauf:        | 26. Mai 1892                               |
| Jungfernfahrt:     | 25. Juli 1892                              |
| Schicksal:         | Verschollen im Nordatlantik seit März 1893 |

Die Naronic war ein 1892 fertiggestellter Frachtdampfer der White Star Line. Er war für den Transport von Frachtgut zwischen Liverpool und New York City ausgelegt worden, besaß aber – damals nicht unüblich – auch Kapazitäten zum Transport einer kleinen Zahl an Passagieren. Die Naronic gilt seit März 1893 als verschollen, ihr Verbleib ist bis heute ungeklärt.

## Die letzte Reise
Nachdem die Naronic einige erfolgreiche Überfahrten absolviert hatte, verließ sie am 11. Februar 1893 unter dem Kommando von Kapitän William Roberts zum letzten Mal Liverpool mit Kurs New York. Als Hauptfracht transportierte sie Rinder, weswegen sie auf dieser Fahrt zusätzlich zur 50 Mann starken Besatzung noch 24 Kuhhirten an Bord hatte. Nach einem letzten Zwischenstopp an der Insel Anglesey nördlich von Wales, wo sie den Hafenlotsen von Bord setzte, machte sie sich auf den Weg auf die offene See.

## Das Verschwinden des Schiffes
Nachdem die Naronic auch Wochen nach ihrem Auslaufen nicht ihren Bestimmungshafen New York erreicht hatte, musste das Schlimmste befürchtet werden. Da die Naronic noch kein Morsegerät an Bord hatte, war es dem Schiff auch nicht möglich gewesen, einen Notruf abzusetzen. Der britische Dampfer Conventry sichtete dann am 4. März zwei leere und treibende Rettungsboote der Naronic, das eine um 2 Uhr nachts nahe der späteren Unglücksposition der Titanic, das zweite um 2 Uhr nachmittags in östlicher Richtung davon. Während das erste gesichtete Boot kieloben trieb, war das zweite offensichtlich leckgeschlagen. Weitere Hinweise auf den Verbleib der Naronic lieferten vier mysteriöse Flaschenpostnachrichten, von denen zwei am 3. sowie am 30. März an der US-Ostküste angeschwemmt und zwei weitere im Juni und am 18. September 1893 in der Irischen See bzw. nahe Liverpool geborgen wurden.

### Die vier Flaschenpostnachrichten
Flasche Nr. 1, geborgen am 3. März 1893 in Bay Ridge nahe New York:

“Feb. 19, 1893 – Naronic sinking. All hands praying. God have mercy on us.”

„19. Februar 1893 – Die Naronic sinkt. Alle (Menschen) beten. Möge Gott uns gnädig sein.“

Flasche Nr. 2, geborgen am 30. März 1893 in Ocean View, Virginia:

“3:10 AM Feb.19. SS Naronic at sea. To who picks this up: report when you find this to our agents if not heard of before, that our ship is sinking fast beneath the waves. It’s such a storm that we can never live in the small boats. One boat has already gone with her human cargo below. God let all of us live through this. We were stuck by an iceberg in a blinding snowstorm and floated two hours. Now it’s 3:20 AM by my watch and the great ship is dead level with the sea. Report to the agents at Broadway, New New York, M. Kersey & Company. Goodby all.”

„3.10 Uhr [nachts], Feb.19. SS Naronic auf See. An denjenigen, der dies an sich nimmt: informieren Sie, wenn Sie dies finden, unsere Agenten [der Reederei], falls diese es noch nicht wissen, dass unser Schiff rasch im Sinken begriffen ist. Der Sturm ist so stark, dass wir in den kleinen Booten niemals überleben könnten. Ein Boot ist bereits mitsamt seiner menschlichen Ladung untergegangen. Gebe Gott, dass wir dies überleben. Wir haben im dichten Schneesturm einen Eisberg gerammt und schwammen danach noch zwei Stunden. Laut meiner Uhr ist es jetzt 3.20 Uhr und das große Schiff befindet sich mit dem Oberdeck auf Wasserhöhe. Berichten Sie dies unseren Agenten am Broadway, New New York, M. Kersey & Company. Lebt wohl.“

Flasche Nr. 3, geborgen im Juni 1893 in der Irischen See:

“Stuck iceberg: sinking fast: Naronic”

„Haben Eisberg gerammt: Sinken schnell: Naronic“

Flasche Nr. 4, geborgen am 18. September 1893 im Mersey nahe Liverpool:

“All hands lost; Naronic; No time to say more....T”

„Alle Mann sind verloren; Naronic; Keine Zeit, mehr zu sagen....T“

## Kontroverse
Die ungewöhnlichen Nachrichten wurden später wiederholt in Zweifel gezogen. Zum einen waren einige der Namen, mit denen sie unterzeichnet waren, nicht auf der Besatzungs- bzw. Passagierliste vorhanden. Zum anderen war es merkwürdig, dass – angenommen, die Nachrichten waren echt – zwei in den USA und zwei in Großbritannien aufgefunden wurden. Zwar ist es generell nicht ungewöhnlich, dass eine Flaschenpost von Amerika aus Europa erreicht, doch benötigt sie für die Distanz üblicherweise erheblich länger als die wenigen Monate, die sich im Fall der Naronic ergeben würden. Einen sicheren Rückschluss auf die tatsächliche Unglücksursache könnte nur die Auffindung des Wracks der Naronic bieten.